# Tractat d'Utrecht
El Tractat d'Utrecht, també anomenat Pau d'Utrecht o Tractats d'Utrecht i Rastatt, són un seguit de tractats de pau multilaterals signats entre la Corona de Castella, el Regne de França i els seus enemics bèl·lics a Utrecht (Províncies Unides, actualment els Països Baixos) el març i l'abril de 1713 que donaren lloc al final de la Guerra de Successió espanyola. Amb aquest tractat Felip d'Anjou fou reconegut com a rei de la corona castellana, i a canvi es formalitzà la pèrdua de les possessions europees de dita corona, que van restar a mans dels àustries, i també de territoris com Gibraltar i Menorca, que restaren a mans angleses. A més, la Corona d'Aragó perdé la seva sobirania, que a partir de llavors restà sota mans castellanes. En resum, el tractat va suposar canvis geopolítics importants en tot el panorama europeu; es va haver de complementar, però, amb el Tractat de Rastatt (març 1714) i el Tractat de Baden (setembre 1714). Tot i que amb el tractat es donava per acabada la guerra, els enfrontaments bèl·lics continuaren fins al setembre de 1714 i els borbons no es feren amb tots els territoris revoltats fins al juliol de 1715 (Mallorca).

## Antecedents històrics

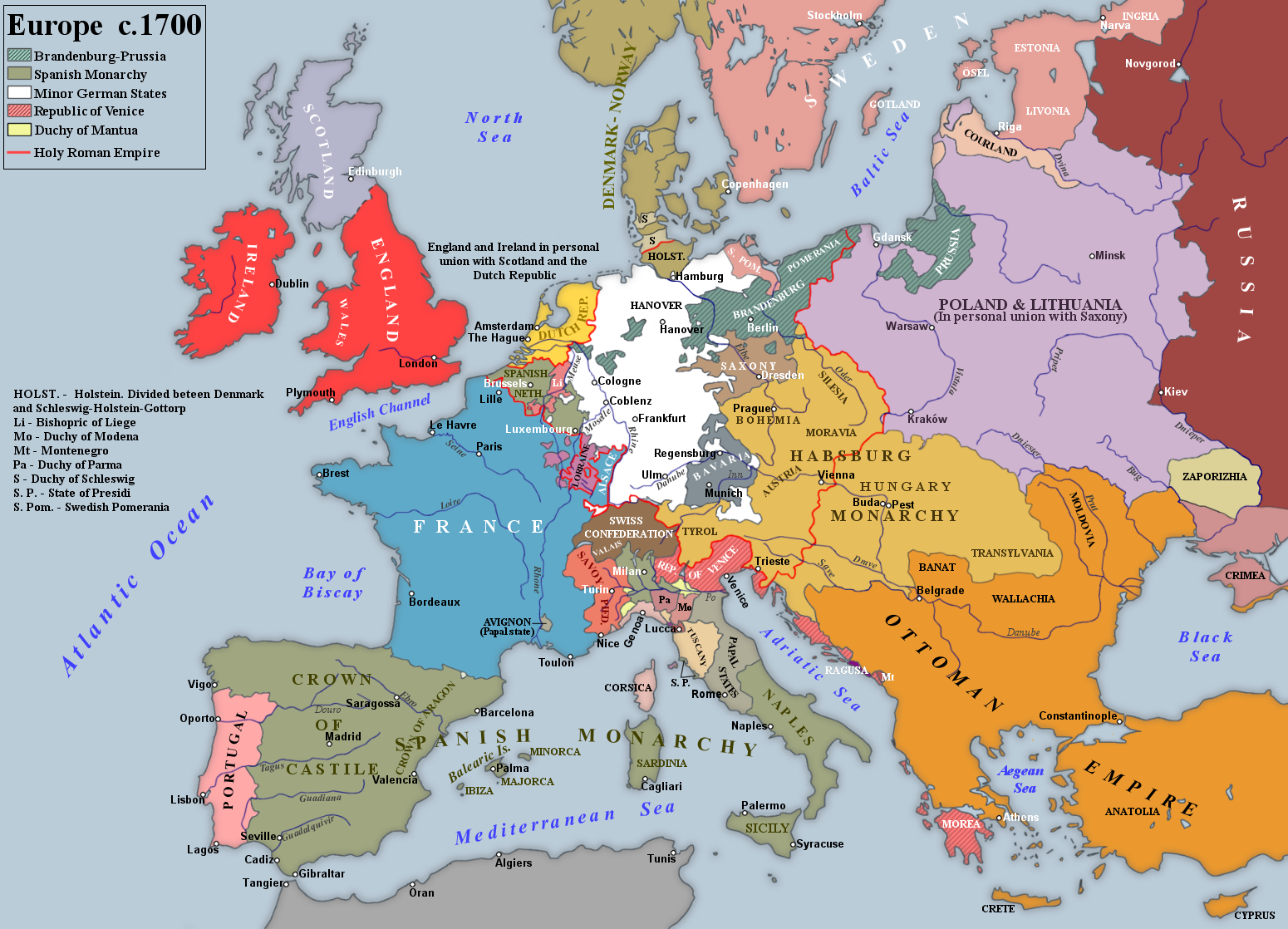
Europa en 1701 a l'inici de la Guerra de Successió

Les arrels de la Guerra de Successió, i per tant, del Tractat d'Utrecht, s'ha de cercar a mitjans del segle xvii amb la Pau de Westfàlia (1648) i la Pau dels Pirineus (1659), que posa en rellevància el domini de l'hegemonia francesa envers la monarquia hispànica, posant fi al model hispànic incapaç de mantenir un imperi tan gran. De l'altra banda, els francesos i els anglesos estaven enfrontats pel control del tràfic de pells a les colònies que el Regne de França i el Regne d'Anglaterra tenien a l'Amèrica del Nord, conflicte agreujat al voltant del 1670, mentre Carles II de Castella governava des del 1665. Carles II d'Àustria ja mostrava contratemps en la seva descendència des de bon principi pel seu precari estat de salut, i ben aviat tant França com Àustria van començar a posicionar-se davant el fet successori. Així, els prínceps europeus feia temps que havien començat a negociar com es repartirien els territoris de la monarquia castellana, com ho mostra un acord el 1668 entre Leopold I i Lluís XIV per tal de dividir-se l'imperi castellà en cas de conflicte dinàstic. De fet Gran Bretanya va veure aquests acords de repartiment amb bons ulls, ja que seria una manera de solucionar el problema de la successió espanyola. Finalment, Carles havent-se casat dues vegades, va morir l'any 1700 sense descendència, situació que va plantejar el problema de la successió a la corona.
Carles II de la Casa dels Habsburg al seu darrer testament constava com a hereu de la corona el Duc d'Anjou, futur Felip V, net de Lluís XIV de França, de la Casa dels Borbons. Davant d'aquesta situació, Leopold I d'Àustria (Habsburg) va reclamar el tron per al seu fill segon l'Arxiduc Carles d'Àustria, adduint llaços de sang. Tot i que durant els primers mesos no hi hagué una presa de decisió ferma davant aquest panorama, britànics i holandesos s'adonaren que la decisió de la monarquia hispànica els perjudicaria i afavoriria notablement a França.
Els catalans, tot i que inicialment van reconèixer Felip V, finalment van optar per la candidatura de l'Arxiduc Carles. Al mateix temps, el Regne d'Anglaterra i les Províncies Unides temien una hegemonia borbònica que fes de la Corona de Castella i França un bloc potent, dirigit pel monarca francès. Aquest fet hipotètic podria trencar l'equilibri europeu, de tal manera que Anglaterra, les Províncies Unides i Dinamarca van constituir la Gran Aliança de la Haia el 1701 per evitar que el Borbó Felip V accedís al tron. És així que catalans i anglesos es van trobar lluitant al mateix bàndol.

### Primeres converses per assolir la pau
La Guerra de Successió Espanyola va ser molt llarga (1702-1714), per això que Lluís XIV entre mitjans i finals del conflicte intentava algun apropament per tal de posar fi a una guerra que s'estava saldant amb unes pèrdues humanes i monetàries importants. Un dels primers apropaments va tenir lloc el 1709. Tot i la superioritat militar francesa, l'hivern de 1709 a França fou especialment cruent, amb dues glaçades consecutives que van fer malbé les collites de cereals. Això va produir fams i mortaldats que van derivar a revoltes populars. Era un esdeveniment més dins la guerra, el qual empitjorà més la crisi econòmica que patia França. Per la qual cosa a la primavera Lluís XIV es veié obligat a reunir els seus consellers per tal d'accedir a la petició de negociar amb els aliats. Lluís XIV volia cercar la pau, i va enviar a la Haia al secretari d'Estat, el marquès Torcy. Els preliminars de la pau es van concretar en 42 punts, on restaven reflectits l'atribució de la monarquia hispànica amb Nàpols i Sicília a l'Arxiduc Carles d'Àustria i l'ordenació de fer fora del tron hispànic a Felip d'Anjou, entre d'altres. Tot i les dificultats franceses, Lluís XIV no va acceptar aquestes condicions tan humiliants, però va ser, en suma, un primer apropament que va evidenciar les necessitats de Lluís XIV de posar fi al conflicte i la intransigència aliada a les conversacions. El 3 de gener de 1710, però, es va tornar a les conversacions a Geertruidenberg de la mà de Torcy, i on la diplomàcia francesa cercava que Felip d'Anjou obtingués compensacions territorials com Nàpols, Sicília i Sardenya. Els aliats no estaven disposats a modificar els preliminars de la Haia, i incidien en l'evacuació militar francesa del Regne de Castella i l'abandonament del tron de Felip d'Anjou. El consell d'Estat de la Monarquia francesa es va reunir el 26 de març, decidint que Felip d'Anjou renunciaria al tron a canvi del Regne de Nàpols, però davant la contínua intransigència aliada, el consell decidí l'11 de maig no emprendre cap mesura militar per fer fora Felip V, però sí que acceptaria pagar als aliats perquè lluitessin contra ell –mitjançant un subsidi de 500.000 lliures mensuals. Aquesta darrera proposta no va satisfer els aliats —sobretot als holandesos— i Lluís XIV va posar fi a les dites conversacions. Els aliats estaven massa segurs de la superioritat militar sobre els borbons, però no esperaven que a partir d'aleshores els borbons i partidaris d'aquests foren obtenint un seguit de victòries que posessin el conflicte a favor seu.
A partir d'aquell moment, s'esdevingué una sèrie de fets favorables als borbons. El primer, a la tardor de 1710, segons Joaquim Albareda, moment en què "el conflicte internacional va emprendre un gir radical […] quan els tories assoliren la majoria al Parlament britànic". Aquest punt és important, doncs, perquè fins ara el Parlament britànic era presidit pels whigs, que eren favorables de la participació britànica al conflicte i de donar suport als catalans. Per contra, els tories ho eren de sortir del conflicte. El segon fet favorable als borbons fou al desembre de 1710, quan els austriacistes van patir una derrota a la Batalla de Villaviciosa a mans del militar Vendôme. De retruc, els britànics van començar a adoptar un pactisme amb França per tal d'afavorir els interessos comercials pels quals, en bona part, s'havien endinsat en el conflicte. Així doncs, s'iniciaria una nova fase per tornar a intentar converses per aturar les hostilitats. Els tories, d'aquesta manera, van iniciar una intensa campanya propagandística i converses secretes amb els francesos per plantejar un possible acord que permetés que Felip d'Anjou continués en el tron de la corona castellana a canvi de lliurar-los territoris europeus i americans. El tercer i darrer fet fou el 17 d'abril de l'any 1711, quan es va morir l'Emperador Josep sense descendència. Seria succeït per son germà, l'Arxiduc Carles, que passa a anomenar-se Carles VI d'Àustria. En un primer moment, els anglesos i els seus aliats varen témer que fos l'arxiduc qui trenqués l'equilibri europeu, perquè no es mostrava dispost a renunciar a la corona hispànica, a diferència de Leopold I i Josep I i, per tant, varen començar a negociar la pau.

## El Tractat d'Utrecht

### Les negociacions secretes
El gir radical que s'experimentà entre finals de 1710 i principis de 1711, van precipitar els esdeveniments. Va proporcionar motius als tories per abandonar el bàndol aliat i cercar les primeres converses –secretes– de pau, i tanmateix va fer que Lluís XIV deixés de pressionar Felip d'Anjou amb l'abandonament militar a la Corona de Castella. Lluís XIV es mostrava triomfant veient aquella victòria com «el gir decisiu de tota la guerra de Successió: el tron del meu net finalment assegurat, l'arxiduc desanimat...el partit moderat de Londres confirmat en el seu desig de pau».
Els plans dels tories a la tardor de 1710 es basaven a assolir una pau en unes condicions raonables per al seu país, assegurar les finances públiques i aturar el sector radical dels tories. Volien dur a terme una negociació secreta amb França, a banda dels aliats, sense alterar els acords que conformaven la Gran Aliança, fer que Felip V conservés el tron de la Corona de Castella i les Índies per tal que els britànics obtinguessin privilegis tant a Europa com a Amèrica, restablir en el tron britànic al pretendent Jaume III de Stuart, en el cas que no s'assolís un acord en el tema religiós (els jacobins tenien un pes important al Parlament anglès el 1710). Les aspiracions britàniques acabarien plasmant-se cinc dies després de la mort de l'emperador Josep I, el 22 d'abril de 1711, quan el ministre francès, el marquès Torcy, signà un document on els francesos deixaven de donar suport a Jaume III de Stuart en les seves aspiracions a succeir la reina Anna d'Anglaterra, reconeixien la successió de Jordi de Hannover, i asseguraven que les corones castellana i francesa no s'unificarien, entre d'altres. El 28 d'abril, François Gaulthier arribava a Londres amb l'acord. Un acord que es va transformar en tres documents que preconfigurarien els acords del Tractat d'Utrecht.
La reacció dels aliats davant el progressiu abandonament del Regne Unit fou entre sorpresa i consternació. El secretari d'Estat d'Itàlia, Juan Antonio Romeo y Andaraz, el marqués Erendazu, afirmava: «encara que és cert que les nostres coses no tenen un bon parer, avui no es pot fer un judici fix perquè les d'Anglaterra estan subjectes a mutació que d'un instant a un altre podem passar d'un estat infeliç a un altre de feliç. Si caigués el partit dominant –el dels tories– assoliríem el que volguéssim i sens dubte els francesos signarien aleshores la pau com volguéssim.». Els anglesos, a més, van començar a reduir notablement els ajuts econòmics a l'arxiduc Carles, però tot i així, potències marítimes com Gran Bretanya, volien que la guerra contínues a Catalunya per tal d'obtenir millors concessions en les negociacions de pau que s'estaven duent a terme. Aquesta decisió també la va adoptar –per majoria– la Cort de Viena, tot i que el príncep Eugeni de Savoia disposava d'una armada inferior a la borbònica pel fet de no poder confiar amb els anglesos, els holandesos i els prínceps alemanys.
A Europa s'havien aturat els canons menys al front ibèric, on els francesos continuaven pressionant les forces enemigues. Tot i la resistència dels miquelets i dels sometents, la desproporció de forces no va impedir que presentessin una dura resistència, però sense impedir que els borbònics s'apoderessin de Cervera, Balaguer, Morella i Miravet, mentre que els francesos ho fessin al nord, obtenint l'Empordà, el Gironès, la Selva i part d'Osona. L'Arxiduc Carles va abandonar Barcelona per ser coronat com a emperador d'Àustria el 27 de setembre del 1711, deixant a sa muller a la ciutat com a penyora i capitana general de Catalunya i governés la resta de territoris de la Corona de Castella a petició dels holandesos, mentre s'iniciaven les converses de pau a Utrecht. La coronació, però, no va tenir lloc fins al 22 de desembre a Frankfurt coronant-se com a Carles VI, fet que no va impedir que renunciés al tron castellà, com ho mostra una medalla commemorativa amb la llegenda de Carolus Hispaniarum, Hungariae, et Boehmiae Rex, Arxidux Austriae, electis in Regem Romanorum. Tot i la coronació i les primeres converses de pau, Carles va voler mantenir unida l'aliança i intentar malmetre per tal que les converses no arribessin a bon port, però sense reeixir, va voler continuar amb la guerra. Àdhuc, Carles davant els moviments britànics com la cessió de Marlborough com a capità general –perquè era partidari de continuar la guerra–, va reaccionar i va enviar al comte Gallas (ambaixador austríac a Londres) un memorial a la reina Anna on mostrava la seva sorpresa pels acords assolits amb França sense la participació de l'Imperi. En el memorial es mostrava la sorpresa per la renúncia de la Corona de Castella i les Índies a Felip V després de «tantes victòries, tantes places conquerides, després d'una despesa excessiva de tresors immensos, després d'haver obtingut uns articles preliminars l'any 1709 molt diferents a aquests, i després d'haver portat les ares dels aliats a les portes de França de manera que, si es vol continuar la guerra, ja no està en disposició d'impedir l'entrada de les tropes en el cor del regne.»
La guerra tampoc estava a favor de Carles VI, perquè el 25 de juny del 1712 França i Gran Bretanya acordaven la suspensió de les hostilitats. Eugeni de Savoia a l'agost del 1712, va comunicar aquesta desafecció britànica, envers el conflicte, a Vilana Perlas, però sense dubtar ni que l'emperador Carles ni sa muller «tindrien el major compte de mantenir possiblement l'estat de guerra i tots els assumptes d'aquest país [referint-se al Principat de Catalunya]». És a dir, es mostraven segurs que Carles VI seguiria la guerra tot i les dificultats per les quals passaven. Mesos més tard es va mostrar més crític amb la postura britànica, ja que ferien més «als aliats que als francesos i volent obligar a signar qualsevol pau». Carles, però, tenia la intenció de retirar sa muller de Catalunya i posar a la germana major d'aquesta.
El conflicte internacional semblava solucionat, però a Catalunya la guerra continuava, i segons Francesc X. Hernàndez, a principis de 1713 l'afer català era enutjós i el seu futur incert. L'11 d'abril de 1713, França signà la pau amb Holanda, Gran Bretanya, Savoia i Prússia,que a partir d'ara reconeixerien Felip V. Els britànics, per la seva banda, van començar a oblidar els compromisos del Pacte de Gènova i Carles VI es disposava a trair Catalunya mentre a Utrecht s'estava elaborant la pau. Així el 17 de maig de 1713, francesos i imperials pacten un conveni secret d'evacuació, tot i que Elisabet de Brunswick (la muller de Carles) ja havia abandonat Barcelona a mitjans de març. Car això, els imperials mantenien un estat de guerra de baixa intensitat per tal d'obtenir concessions territorials, fins al punt que el general Starhemberg es disposava a retirar les seves tropes i lliurar les fortaleses catalanes als borbònics. El dia 22 de juny, imperials i borbònics es reunien –secretament– a l'Hospitalet de Llobregat per acordar els termes d'evacuació. Els imperials havien de deixar lliures camins, fortaleses i ciutats i que restarien concentrats als punts d'embarcament mentre a Utrecht tot havia quedat lligat l'11 d'abril.

### Els tractats d'Utrecht

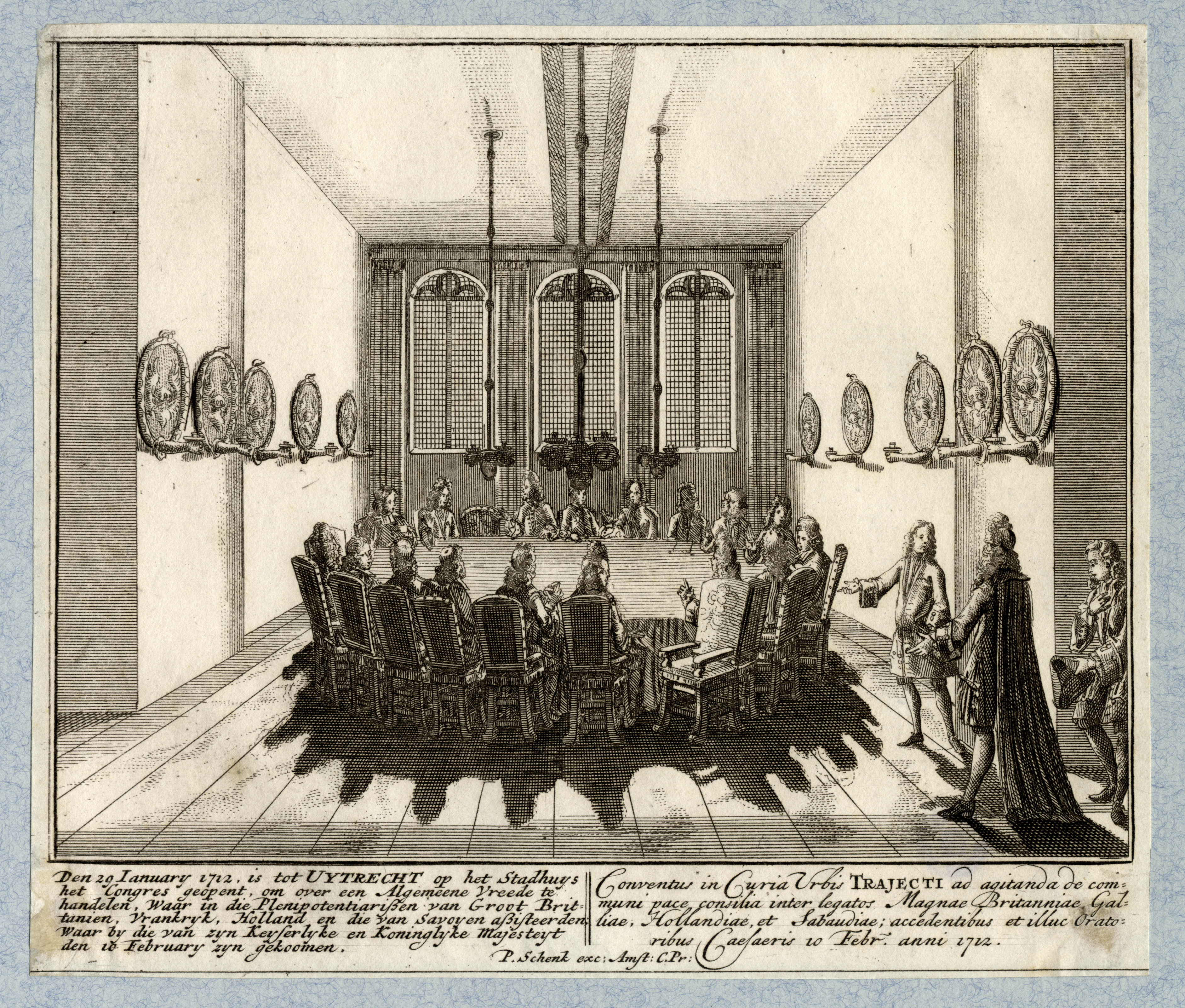
Imatge d'una reunió durant les negociacions sobre el Tractat d'Utrecht en una de les sales de l'ajuntament d'Utrecht. Estampa publicada per Petrus Schenk, principis del segle XVIII

El Tractat d'Utrecht, també conegut com a Pau d'Utrecht o Tractats d'Utrecht i Rastadt, són una sèrie de tractats multilaterals signats pels països bel·ligerants en la Guerra de Successió Espanyola entre els anys 1712 i 1714 en aquelles ciutats dels Països Baixos i Alemanya, respectivament. Es consideren la fi de la guerra, malgrat que simultàniament i posteriorment a la seva signatura continuaren les hostilitats. Aquest tractat va suposar per a Europa una reordenació del mapa polític i dels interessos comercials dels estats europeus, on les noves potències voldrien entrar en l'escenari internacional i algunes monarquies ja consolidades començarien a experimentar el seu declivi. Però la investigadora alemanya Sabine Enders ha descobert recentment el conegut com a "Projet sur la Sardaigne", un pla de Louis d'Albert, l'ambaixador de Baviera a Madrid, que va planejar amb el sard Vicenç Bacallar i Sanna conquerir Sardenya per donar un regne a l'elector bavarès Maximilià II Manuel de Baviera. Segons la investigadora alemanya, en el primer Tractat d'Utrecht (11 d'abril de 1713), Sardenya va passar al duc de Baviera Maximilià II Manuel (Sabine Enders, "Il regno di Sardegna, il duca di Baviera e Vincenzo Bacallar Sanna - Storia di un libro", in: Vincenzo Bacallar Sanna, La Sardegna Paraninfa della Pace e un piano segreto per la sovranità 1712-1714 (a cura di Sabine Enders), Stuttgart 2011).
Després d'unes converses preparatòries a Londres entre el Regne de França i el Regne de la Gran Bretanya, el congrés s'obrí a la ciutat holandesa d'Utrecht el 29 de gener de 1712. Els resultats foren l'Armistici de França i la Corona de Castella amb la Gran Bretanya l'agost de 1712, seguit dels tractats de pau entre França i la Gran Bretanya, les Províncies Unides, el Regne de Prússia, Portugal i el ducat de Savoia l'11 d'abril de 1713, i entre Gran Bretanya i la Corona de Castella el 13 de juliol de 1713, i la signatura de tractats entre Espanya i el ducat de Savoia el 13 de juliol de 1713, les Províncies Unides el 26 de juny de 1714 i Portugal el 6 de febrer de 1715), i la signatura de convenis comercials entre la Gran Bretanya i Corona de Castella (març i desembre de 1714, desembre de 1715 i maig de 1716).

### Acords

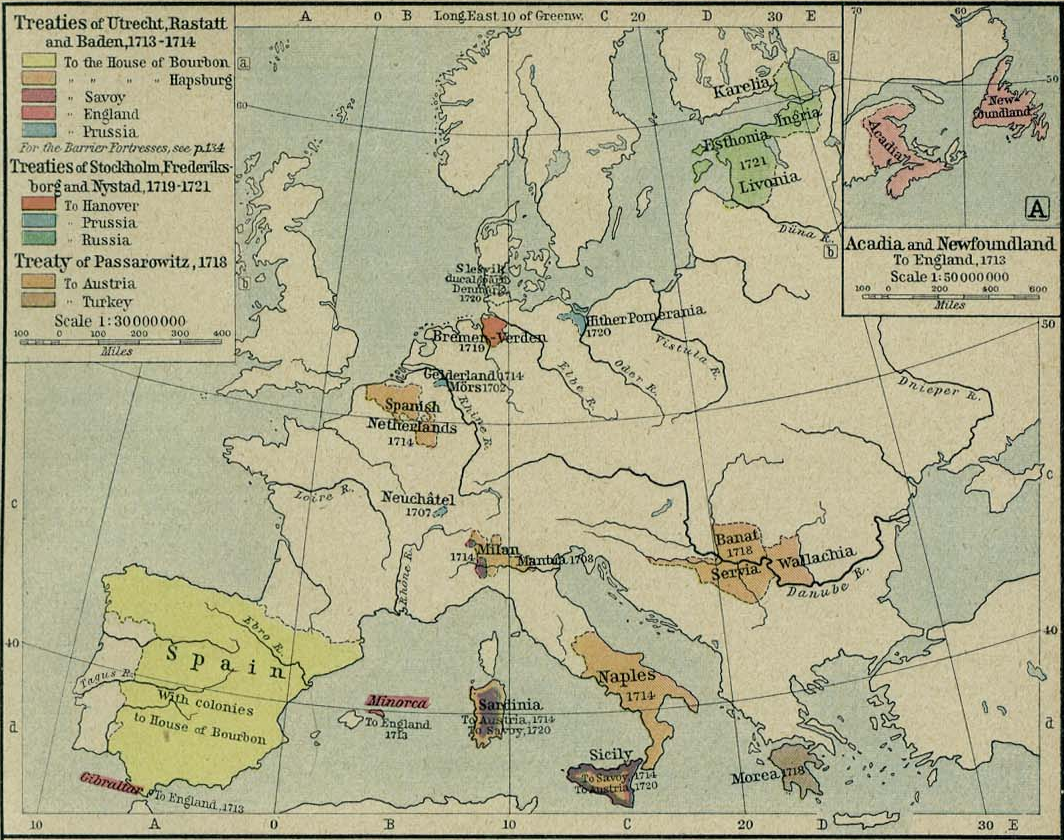
Intercanvis territorials conseqüència dels tractats

Com a balanç global, la sèrie de tractats suposà els següents acords:
- Regne de la Gran Bretanya pren Menorca i Gibraltar, ocupades durant la guerra (cedides per la Corona de Castella), Nova Escòcia (Acadia), la Badia de Hudson i Terranova[23] (cedides per França), l'illa de Saint Kitts en el Mar Carib. A més dels acords comercials coneguts amb els noms de Tractat de l'"asiento de negros" i 'Vaixell permès'.
- La Casa de Savoia veu retornades Savoia i Niça (ocupades per França durant la guerra) i rep Sicília (cedida per la Corona de Castella). Amb la possessió de Sicília rep el títol de rei que, amb diverses denominacions, tindrà a partir d'aleshores la casa de Savoia (primer reis de Sicília, després reis de Sardenya i finalment reis d'Itàlia).
- Les Províncies Unides reben la "barrera" flamenca (una sèrie de fortaleses en el nord dels Països Baixos espanyols que el Sacre Imperi Romanogermànic ajudà a finançar), cedida per Felip V de Castella.
- Brandenburg-Prússia rep Neuchâtel (cedida per França),[24] i el sud-est de Gelderland, a més, França i Espanya van reconèixer la seva transformació de 1701 en regne amb el nom de Regne de Prússia.[25] Frederic Guillem I en fou el primer rei.
- Regne de Portugal obté el retorn de la Colonia del Sacramento, ocupada per la Corona de Castella durant la guerra.
- Carles VI d'Àustria obté els Països Baixos espanyols, el Milanesat, Nàpols, Flandes i Sardenya (cedits pel rei de Castella). L'Arxiduc Carles d'Àustria, ara emperador, abandona qualsevol reclamació del tron castellà el 1725.
- França reconeix la successió protestant a Anglaterra i es compromet a no donar suport als pretendents Estuard. També es compromet a enderrocar les fortificacions de Dunkerque i a cegar el seu port i obté definitivament el Principat d'Orange (a la Provença).
- Felip V (Felip d'Anjou) obté el reconeixement com a rei de la Corona de Castella i de les Índies per part de tots els països signats, en tant que s'estableix una clàusula que prohibeix que el rei de Castella i el de França siguin una mateixa persona.

A més, les tropes austríaques es comprometen a evacuar Catalunya, fet que es du a terme a partir del 30 de juny de 1713. Fet davant el qual la Junta General de Braços (Braç Eclesiàstic, Braç Militar i Braç Reial o Popular) acorda la resistència i la creació de l'Exèrcit de Catalunya. A partir d'aquest moment comença una guerra desigual, que es prolongà durant gairebé catorze mesos, concentrada en Barcelona, Cardona i Castellciutat, al marge dels cossos de fusellers dispersos pel país. El punt d'inflexió serà quan les tropes filipistes rompen el setge de Barcelona l'11 de setembre del 1714. Mallorca, Eivissa i Formentera van caure deu mesos més tard (11 de juliol de 1715).

### L'imperi continua en guerra
No obstant això, la lluita encara seguí entre França i el Sacre Imperi Romanogermànic. El tractat de pau entre ambdós es signa a Rastatt el març de 1714. Les fronteres entre ambdós tornen a les posicions d'abans de la guerra, amb l'excepció de la ciutat de Landau in der Pfalz (en el Palatinat del Rin), que queda en mans franceses. Aquest tractat se sol incloure també dins la sèrie de tractats d'Utrecht. Va seguir encara un tercer tractat, el tractat de Baden al setembre del mateix any, per a reglar les darreres desavinences entre França i el Sacre Imperi Romanogermànic.

## Conseqüències
El gran beneficiat d'aquest conjunt de tractats fou la Gran Bretanya que, a més dels seus guanys territorials, obtingué el «dret d'assentament» i el «navili amb permís» que li permeteren rompre el monopoli comercial de la Corona de Castella amb les seves colònies. Però per sobre de tot, havia contingut les ambicions territorials i dinàstiques de Lluís XIV, i França passà per greus dificultats econòmiques causades pels grans costs de la guerra. L'equilibri de poder terrestre a Europa quedà, doncs, assegurat, mentre que en el mar, Gran Bretanya comença a amenaçar el control castellà en el Mediterrani amb Menorca i Gibraltar.
Pels tractats d'Utrecht, la Corona de Castella va perdre, a més de Gibraltar i Menorca que passaren a mans britàniques, Sicília, que passà a la Casa de Savoia i Sardenya a Àustria (ambdós territoris formaven part de la Corona d'Aragó des de feia gairebé 5 segles) a més de Flandes, i la resta de territoris europeus de la Corona de Castella.